# فريدي جاكسون
فريدي جاكسون (بالإنجليزية: Freddie Jackson)‏ هو مغني أمريكي، ولد في 2 أكتوبر 1956 في هارلم في الولايات المتحدة.

## وصلات خارجية
- فريدي جاكسون على موقع IMDb (الإنجليزية)
- فريدي جاكسون على موقع ميوزك برينز (الإنجليزية)
- فريدي جاكسون على موقع قاعدة بيانات برودواي على الإنترنت (الإنجليزية)
- فريدي جاكسون على موقع إن إن دي بي (الإنجليزية)
- فريدي جاكسون على موقع أول ميوزيك (الإنجليزية)
- فريدي جاكسون على موقع ديسكوغز (الإنجليزية)